# بخش پترسون (شهرستان دارک، اوهایو)
بخش پترسون (به انگلیسی: Patterson Township) یک منطقهٔ مسکونی در ایالات متحده آمریکا است که در شهرستان دارک، اوهایو واقع شده‌است.
 بخش پترسون ۶۹٫۸ کیلومتر مربع مساحت و ۱٬۳۶۵ نفر جمعیت دارد و ۲۹۸ متر بالاتر از سطح دریا واقع شده‌است.